# Саюсло (язык)

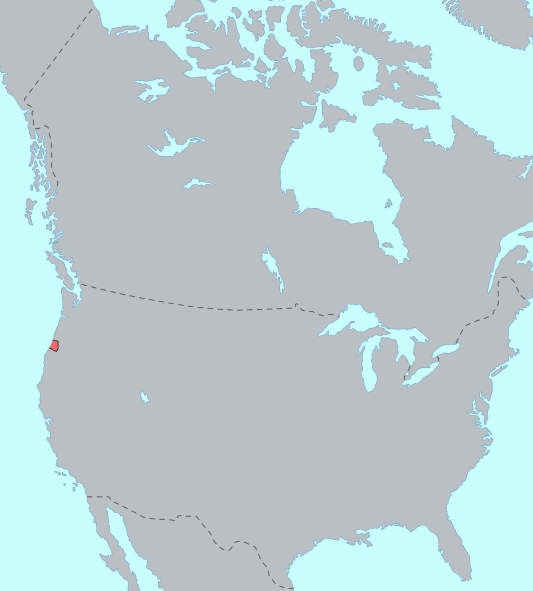
Распространение языка саюсло до контакта с европейцами

Саюсло (англ. Siuslaw, Lower Umpqua, Umpqua) — мёртвый индейский изолированный язык. Родство с другими языками не установлено, если не считать гипотезы о включении в орегонскую прибрежную ветвь пенутийских языков.
Само племя саюсло исчезло. Оно входило к конфедерацию нижних ампква и саюсло на юго-западе Орегона у побережья Тихого океана. Также существует языковая программа Конфедерации племён кус, низменные умпква и саюсло.